# Hebron (New Hampshire)
Pour les articles homonymes, voir Hebron.
Hebron est une municipalité américaine située dans le comté de Grafton au New Hampshire. Selon le recensement de 2010, sa population est de 602 habitants.

## Géographie
La municipalité s'étend sur 18,71 milles carrés (48,46 km2), dont 2,18 milles carrés (5,65 km2) d'étendues d'eau.

## Histoire
En 1792, la municipalité est créée à partir du sud-est de Cockermouth et du sud-ouest de Plymouth. Elle doit son nom à Hebron dans le Connecticut, d'où étaient originaires de nombreux habitants.